# Chine regards croisés
Chine regards croisés est un recueil d'histoires en bande dessinée publié en 2009 par Casterman, dans sa collection Écritures. Il propose de faire découvrir la Chine aux lecteurs, à travers onze histoires. Celles-ci sont réalisées soit par des bédéistes chinois, soit par des dessinateurs français et belges (invités pour la circonstance à séjourner en Chine pour une dizaine de jours). Quatre villes ont été sélectionnées pour leur servir de cadre : Beijing, Shanghai, Hong Kong et Chengdu. Car comme le dit Nicolas Finet qui signe la préface de l'album, la Chine ne vous séduit pas, elle vous capte, vous saisit, vous prend. Et, comme une addiction, elle ne vous lâche plus jamais.

## Onze histoires

### Le chant des grenouilles
- Conçu par Zhang Xiaoyu, d'après la nouvelle de Qi Shuren.

Dans un collège de Chengdu, à la lisière de la ville grignotant sans cesse la campagne environnante, un instituteur enseigne auprès de 90 enfants campagnards. L'un d'eux, Pan Ming, l'intrigue de par son mutisme et ses visites nocturnes mystérieuses.

### The king of Kowloon
- Conçu par Viravong

Tsang Tsou Choi, qui déclara tout sa vie que ses ancêtres possédaient Kowloon, quartier de Hong Kong, revendique ses droits sur son quartier à travers de nombreux graffitis.

### Le sceau d'or
- Écrit par Gu Bao Xin ; traduit du chinois par Bertrand Speller ; adapté graphiquement et dans le lettrage par Jean-Luc Ruault.

Au XVe siècle, pendant la dynastie Ming, l'empereur Yongle déménagea la capitale à Pékin et entreprit la construction de l'impénétrable Cité interdite. Une fois l'édification achevée, les ouvriers furent renvoyés dans leurs villages d'origine. L'un d'entre eux, nostalgique de la capitale, y retourna avec sa fille pour ouvrir une forge. Alors qu'il passe son temps à se saouler à la taverne, il reçoit la visite d'un étrange individu.

### Mémoire(s) vive(s)
- Bandini (Johan Camou)

Un homme de Hong Kong se rappelle son enfance auprès de son grand-père.

### Géant
- Han Feng ; traduit du chinois par Bertrand Speller ; adapté graphiquement et dans le lettrage par Jean-Luc Ruault.

Un géant terrorise Shanghai.

### Le crachoir
- Anne Simon, d’après Mémoires d'un eunuque dans la Cité interdite, Dan Shi (Éditions Picquier)

Un soir, un eunuque dans la Cité interdite veut contraindre sa jeune femme à un acte érotique qu'elle refuse. Pour lui échapper, elle s'enfuit avec son amie Zhen, à qui elle confie la pratique étrange que lui impose son mari.

### Cartes postales de Hong Kong
- Chihoi ; traduit de l'anglais par Marion Tissot ; adapté graphiquement et dans le lettrage par Jean-Luc Ruault.

À travers plusieurs cartes postales figurant des événements historiques ayant eu lieu à Hong Kong à la fin du XXe siècle, l'auteur raconte l'histoire récente de la ville :
- Les émeutes de 1967 ;
- La grève en soutien au mouvement étudiant de Pékin de 1989 ;
- Les manifestations contre l'article 23 ;
- Manifestations anti-OMC, lors de sa sixième conférence ministérielle, à Hong Kong ;
- La destruction en 2007 de la tour du Star Ferry Pier, pour la remplacer par une autre, de style néo-victorien.

### Visa
- Sylvain Saulne

À Chengdu, une jeune femme tente désespérément d'obtenir un visa pour quitter la ville. Mais elle ne le peut pas, faute d'argent et essaye d'en obtenir en se prostituant.

### Tape-cul
- Lai Tat Tat Wing ; traduit du chinois par Bertrand Speller ; adapté graphiquement et dans le lettrage par Jean-Luc Ruault.

À Hong Kong, un couple vient de se séparer à la suite d'une dispute. Mais où qu'ils aillent, les deux ex finissent toujours par se retrouver l'un près de l'autre, au plus grand dam de chacun.

### Harbin/Shanghai: 1980/2008
- Olivier et Denis Deprez

Un touriste, en voyage à Shanghai, découvre un livre écrit par un photographe ayant vécu la Révolution culturelle (sans doute Le Petit Livre rouge d'un photographe chinois de Li Zhensheng). Ce dernier y traite notamment de l’exécution de Wang Shouxin en février 1980, que l'histoire semble avoir oubliée. Caissière avant la révolution, elle avait ensuite formé un groupe de rebelle et était arrivée au pouvoir, avant d'être accusée de détournement de fonds.

### De quelque drôle d'oiseaux sous les Ming
- Yao Fei-La ; traduit du chinois par Bertrand Speller ; adapté graphiquement et dans le lettrage par Jean-Luc Ruault.

Après avoir correctement accompli son devoir filial en accomplissant son dīngyōu, le seigneur Huang Shouyi peut retourner à Beijing afin de reprendre ses fonctions de préfet de Shuntianfu. Il reçoit plusieurs cadeaux de l'empereur dont un GSM (gallinacé du service des missives, ou cocotte messenger), espèce rare d'oiseau d'Occident, capable de lire, d'écrire et de transmettre des messages. Cet animal connaît un tel engouement que les habitants de la capitale ne peuvent plus s'en passer, au grand désespoir du seigneur.